# Diocese de Foligno
A Diocese de Foligno (em latim: Dioecesis Fulginatensis) é uma diocese da Igreja Católica na Itália, dependente da Arquidiocese de Perugia-Città della Pieve e integrante portanto da região eclesiástica da Úmbria. O Evangelho foi pregado em Foligno desde o século I e sua diocese é uma das mais antigas. As antigas dioceses de Fórum Flamínio e Pléstia foram agregadas à Diocese de Foligno.
O território diocesano compreende a quase totalidade da comuna de Foligno bem como as comunas de Spello e Valtopina além de uma pequena parte da comuna de Assis.
A diocese tem 39 paróquias. A população de católicos é de 99,5%.

## Lista de Bispos de Foligno
- S.Crispoldo di Gerusalemme (ca. 58)
- S.Brizio (depois bispo de Spoleto)
- S. Feliciano I  (193–249)
- ?                    (253–256)
- Feliciano II   (296–338)
- Paulo (350)
- Urbano (475–498)
- Fortunato (498–504)
- S. Vicente de Laodiceia (523–551)
- S. Cândido (590–602)
- João (602–642)
- Floro (676–700)
- Eusébio (740–760)
- Doroteu (830–850)
- Domênico (850–860)
- Argísio (861)
- Onófrio (870)
- Benedito I (987)
- Longinho (995–1029)
- Berardo (1029)
- Enrico (1031–1047)
- Sigemano (1047)
- Azzo degli Atti (1049–1077)
- S. Bonfílio (1078–1094)
- Margante Marganti (1094–1098)
- Andrea (1099–1123)
- Marco (1123–1138)
- Benedito II (1138–1155)
- Anselmo degli Atti (1155–1201)
- Gerardo (1201–1208)
- Egidio degli Atti (1208–1243)
- Berardo Merganti (1243–1264)
- Paperone de' Paperoni (1265–1285) (depois Arcebispo de Spoleto)
- Berardo de Comitibus (1285–1296)
- Giacomo degli Anastasi (1296)
- Bartolomeo Caetani (1296–1304)
- Ermanno degli Anastasi (1304–1307)
- Bartolòmino Giuntoncini Sigisbuldi (1307–1326)
- Paolo III Trinci (1326–1363)
- Rinaldo I Trinci (1363–1364)
- Giovanni Angeletti (1364–1397)
- Onofrio I Trinci (1397–1403)
- Federico Frezzi (1403–1416)
- Niccolò Ferragatti (1417–1421)
- Gaspare (1421–1423)
- Giacomo Berti (Elmi) (1423–1437)
- Rinaldo II Trinci (1437–1439) (eleito apenas)
- Cristoforo Corfini Boscari (1439 – 1444)
- Antonio Bolognini (1444 -1461)
- Bartolomeo Tonti (1461) (administrador apostólico)
- Antonio Bettini (1461-1487)
- Francesco Rosa (1486 -1489)
- Luca Borsciani Cybo (1489 -1522)
- cardeal Bernardino Carvajal, (1522- 1523)
- Rodrigo Carvajal (1523 -1539)
- Fabio Vigili (1539 -1540)
- Blosio Palladio (1540 -1547)  (bispo eleito)
- Isidoro Clario (1547 -1555)
- Tambusio Ercole (1555)
- Sebastiano Portico (1555 -1556)
- João Ângelo de Médici (1556-1557)  (=papa Pio IV)
- Giovanni Antonio Serbelloni (1557 -1560)    (depois bispo de Novara)
- Clemente d’Olera (1560-1568)
- Tommaso Orfini (1568 -1576)
- Ippolito Bosco (1576 -1582)
- Troilo Boncompagni (1582 -1584)
- Costanzo Bargellini (1584 -1585)
- Marcantonio Bizzoni (1586-1606)
- Francesco II Simonetta (1606- 1612)
- Porfirio Feliciani (1612- 1634)
- Cristoforo II Caetani (1634 -1642)
- Antonio III Montecatini (1642- 1668)
- Marcantonio II Vicentini (1669 -1683)
- Giovanni Battista Pallotta (1684- 1698)
- Giulio Troili (1698- 1712)
- Dondazio Alessio Malvicini (1712- 1717)
- Giosafat Battistelli (1717 -1735)
- Francesco Maria Alberici (1735 -1741)
- Mario Antonio Maffei (1741- 1777)
- Giuseppe Maria Morotti (1777 -1777)
- Gaetano Giannini (1777- 1785)
- Filippo Trenta (1785-1795)
- Antonio Moscardini (1796–1818)
- Stanislao Lucchesi (1818-1830)
- Ignazio Giovanni Cadolino (1831–1832) (depois Arcebispo de Spoleto)
- Arcangelo Polidori (1834–1843)
- Nicola Belletti (1843–1864)
- Nicola Crispigni (Grispigni) (1867-1879)
- Vincenzo Serarcangeli (1879–1888)
- Federico Federici (1888–1892)
- Albino Angelo Pardini (CRL) (1893–1894) (resignou;bispo titular de Zama Major;faleceu em 1924)
- Carlo Bertuzzi (1895–1910) (resignou;arcebispo titular de Dioclea;morreu em 1914)
- Giorgio Gusmini (1910–1914) (depois Arcebispo de Bologna;cardeal em 1915;faleceu em 1921)
- Carlo Sica (1915–1917) (resignou;bispo titular de Palaeopolis in Ásia;m.antes de 1940)
- Stefano Corbini (1918–1946) (retirou-se;arcebispo titular de Madytus;m.1952)
- Secondo Chiocca (1947–1955) (resignou;bispo auxiliar em Gênova com o título de bispo titular de Caesarea in Bithynia;morreu em 1982)
- Siro Silvestri (1955–1975) (transf. p/ La Spezia-Sarzana-Brugnato;morreu depois de 1989)
- Giovanni Benedetti (1976–1992)
- Arduino Bertoldo (1992–2008)
- Gualtiero Sigismondi (2008-2020) Bispo de Orvieto-Todi)
- Domenico Sorrentino (2021- )